# کمیته ملی المپیک مولداوی
کمیته ملی المپیک مولداوی (رومانیایی: Comitetul Național Olimpic al Republicii Moldova) یک سازمان ورزشی است که نماینده کشور مولداوی در کمیته بین‌المللی المپیک می‌باشد.
این سازمان که در سال ۱۹۹۱ تأسیس شده مسئول آماده‌سازی و اعزام ورزشکاران به بازی‌های المپیک، بازی‌های المپیک جوانان و بازی‌های اروپایی است.